# 슈즈 오브 더 피셔먼
슈즈 오브 더 피셔먼(The Shoes Of The Fisherman)은 미국에서 제작된 마이클 앤더슨 감독의 1968년 드라마 영화이다. 앤서니 퀸 등이 주연으로 출연하였고 조지 잉글런드 등이 제작에 참여하였다.

## 출연

### 주연
- 앤서니 퀸
- 로렌스 올리비에

### 조연
- 오스카 베르너
- 데이비드 잰슨
- 비토리오 데 시카
- 레오 맥켄
- 존 길구드
- 바바라 제포드
- 로즈메리 덱스터
- 프랭크 핀레이
- 버트 쿼크
- 아놀라 포아
- 폴 로저스
- 조지 프라브다
- 클리브 레빌
- 니올 맥긴스
- 만 메이트랜드
- 아이사 미란다
- 제랄드 하퍼
- 레오폴도 트리에스테
- 피터 코플리
- 아서 하워드
- 장 루게울
- 존 프레더릭
- 아케 린드만

## 제작진
- 배역: 아이린 하워드